# Kanada na Letních olympijských hrách 1932
Kanada se účastnila Letní olympiády 1932 v kalifornském Los Angeles. Zastupovalo ji 102 sportovců (85 mužů a 17 žen) v 10 sportech.

## Medailisté
| Medaile | Jméno | Sport     | Soutěž                       |
| ------- | --- | --------- | ---------------------------- |
| Zlato   | Duncan McNaughton | Atletika  | Muži skok do výšky           |
| Zlato   | Horace Gwynne | Box       | Muži váha bantamová do 54 kg |
| Stříbro | Alex Wilson | Atletika  | Muži běh na 800 m            |
| Stříbro | Hilda Strikeová | Atletika  | Ženy běh na 100 m            |
| Stříbro | Mildred Fizzell Lillian Palmer Mary Frizzel Hilda Strikeová                                                                     | Atletika  | Ženy štafeta 4 × 100 m       |
| Stříbro | Ernest Cribb Harry Jones Peter Gordon Hubert Wallace Ronald Maitland George Gyles                                               | Jachting  | třída 8 m Class              |
| Stříbro | Daniel MacDonald | Zápas     | muži, volný styl do 72 kg    |
| Bronz   | Phil Edwards | Atletika  | Muži běh na 800 m            |
| Bronz   | Phil Edwards | Atletika  | Muži běh na 1500 m           |
| Bronz   | Alex Wilson | Atletika  | Muži běh na 400 m            |
| Bronz   | Raymond Lewis James Ball Phil Edwards Alex Wilson                                                                               | Atletika  | Muži štafeta 4 × 400 m       |
| Bronz   | Eva Dawesová | Atletika  | Ženy skok do výšky           |
| Bronz   | Charles E. Pratt Noel De Mille                                                                                                  | Veslování | Muži dvojskif                |
| Bronz   | Earl Eastwood Joseph Harris Stanley Stanyar Harry Fry Cedric Liddell William Thoburn Donald Boal Albert Taylor George MacDonald | Veslování | Muži osmiveslice             |
| Bronz   | Philip Rogers Gerald Wilson Gardner Boultbee Kenneth Glass                                                                      | Jachting  | třída 6 m Class              |